# NGC 2718
NGC 2718 is een balkspiraalstelsel in het sterrenbeeld Waterslang. Het hemelobject werd op 24 maart 1786 ontdekt door de Duits-Britse astronoom William Herschel.

## Synoniemen
- UGC 4707
- MCG 1-23-15
- MK 703
- ZWG 33.34
- IRAS08561+0629
- PGC 25225